# 物理療法
物理療法（ぶつりりょうほう）とは、物理的な方法で治療を行う理学療法の一種である。

## 種類
- 牽引療法 - 主に頚椎や腰椎の治療に行われる。医師会の標準治療ガイドラインでは効果のほどが疑問視される。
- 按摩、マッサージ、指圧 - 局所循環の改善・経皮的刺激・組織の柔軟性を改善・鎮痛効果。
- 電気療法（低周波電気刺激） - 鎮痛効果・他動的運動効果。
- 水治療法 - 鎮痛効果・回復促進。
- 温熱療法 - 鎮痛効果・回復促進。
- 温泉療法 - 鎮痛効果・回復促進。
- 寒冷療法 - 鎮痛効果・循環促進作用。
- 光線療法（紫外線療法） - 鎮痛効果・局所循環促進効果。